# AMD Opteron
Opteron ist der Markenname der Server- und Workstationprozessoren von AMD. Unter diesem Markennamen wurden 2003, mit Beginn der K8-Generation, neue Prozessorarchitekturen am Markt eingeführt. Mit dem Opteron wurde 2003 die AMD64-Befehlssatzerweiterung vorgestellt, die die IA-32 genannte 32-Bit-x86-Architektur zu einer 64-Bit-Architektur „x64“ macht. Zuletzt wurde 2012 unter dem Namen Piledriver eine Überarbeitung der Prozessorarchitektur vorgestellt.

## Modelle

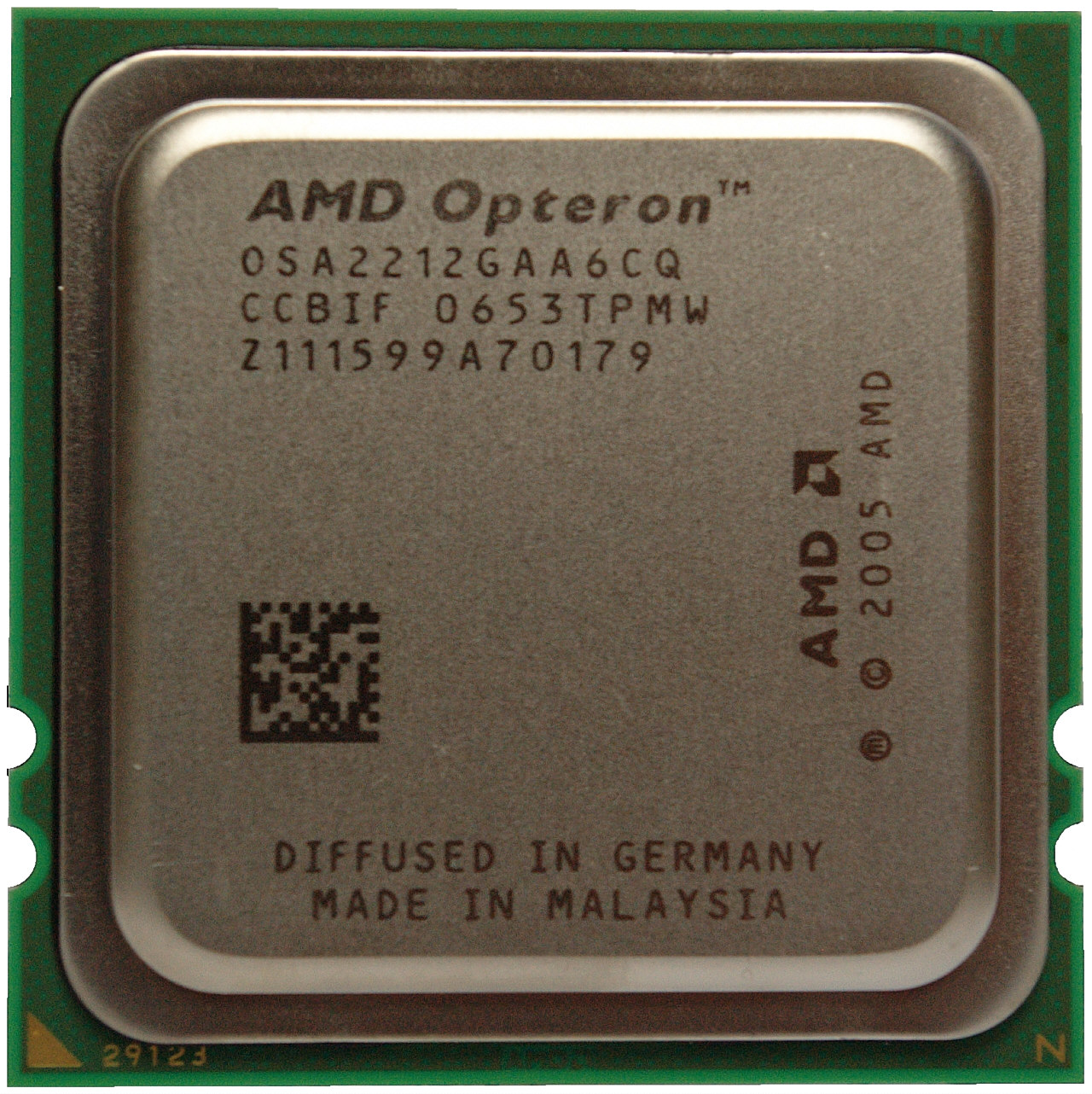
AMD Opteron (K9)

Folgende Modelle werden bzw. wurden unter dem Namen AMD Opteron verkauft:
- AMD Opteron (K8)
- AMD Opteron (K9)
- AMD Opteron (K10)
- AMD Opteron (Bulldozer)
- AMD Opteron (Piledriver)